# Юрґен Шюце
Юрґен Шюце (нім. Jürgen Schütze, 3 березня 1951 — 6 вересня 2000) — німецький велогонщик.
Бронзовий призер Олімпійських Ігор 1972 року в гіті на 1 км.